# Ocrepeira covillei
Ocrepeira covillei là một loài nhện trong họ Araneidae.
Loài này thuộc chi Ocrepeira. Ocrepeira covillei được Herbert Walter Levi miêu tả năm 1993.